# Повість про невідомого актора
Повість про невідомого актора (рос. «Повесть о неизвестном актёре») — радянський фільм-драма режисера  Олександра Зархі, знятий у 1976 році.

## Сюжет
Павло Павлович Горяєв немолодий актор. Багато років він грає в провінційному театрі на провідних ролях. Режисер вистави за п'єсою, яку писали для Горяєва, бере молодого актора на його роль. Горяєв спочатку впадає у відчай та йде з театру. Через деякий час він осмислює те, що трапилося, і розуміє, що настав час гідно піти зі сцени.

## У ролях
- Євген Євстигнєєв — Павло Павлович Горяєв
- Алла Демидова — Ольга Сергіївна Светільникова
- Ігор Кваша — Віктор Ілліч Верещагін
- Катерина Гражданська — Катя
- Ангеліна Степанова — Марія Горяєва
- Ігор Старигін — Вадим Горяєв
- Владислав Стржельчик — Михайло Сергійович Тверський
- Валентин Гафт — режисер Роман Семенович Знаменський
- Михайло Кононов — Петя Стрижов
- Микола Трофімов — Петро Хомич
- Володимир Піцек — Курочкін
- Павло Винник — Ферапонтов
- Борис Бітюков — Лузанов
- Міра Ардова — дружина Вадима Горяєва
- Валентина Березуцька — секретарка у директора
- Валентин Брилєєв — актор
- Анатолій Голік — Саша
- Олександра Данилова — акторка в трупі провінційного театру
- Іван Жеваго —  Іван Семенович
- Світлана Коновалова —  адміністраторка в театрі
- Ніна Магер —  мама Каті
- Ірина Мурзаєва —  стара акторка
- Микола Сморчков —  актор
- Валентина Телегіна —  епізод
- Віра Бурлакова —  акторка
- Еммануїл Геллер —  актор

## Знімальна група
- Режисер-постановник:  Олександр Зархі
- Сценаристи:  Володимир Валуцький,  Олександр Зархі
- Оператор: Петро Шумський
- Композитор:  Альфред Шнітке
- Художник:  Георгій Колганов